# Richard Serra
Richard Serra (São Francisco, 2 de novembro de 1938 – Orient, 26 de março de 2024) foi um escultor norte-americano.

## Biografia

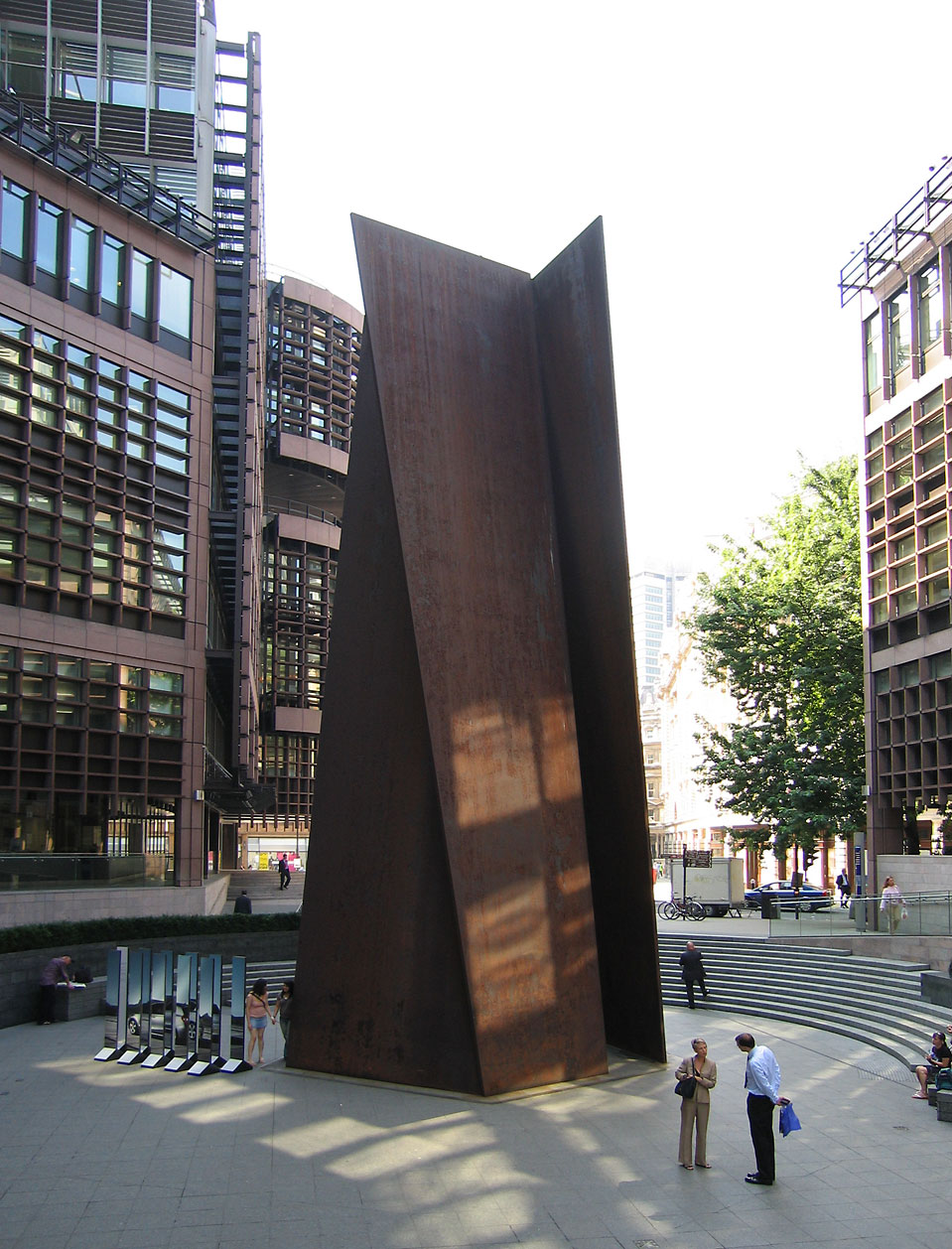
Esculptura de aço corten de Richard Serra, em Londres.

Serra nasceu 2 de novembro de 1938 em São Francisco, Califórnia, filho de Tony e Gladys Serra - o segundo de três filhos. Seu pai era espanhol de Mallorca e a mãe era russa, em Odessa. Para alguns críticos é considerado como um dos artistas mais importantes do pós-guerra. Recentemente tem feito trabalhos de grande escala em aço, mas já realizou obras com diferentes tipos de materiais industriais como borracha, chumbo e lâmpadas.
Artista muito ligado aos escultores minimalistas tais como Donald Judd, Robert Morris e Frank Stella. Conhecido também por colocar em confronto a obra e o espaço público como na polêmica escultura "Tilted Arc - 1987", retirada do local após mobilização dos habitantes (de uma área nobre de Nova Iorque) que consideraram a escultura ofensiva.
Uma de suas obras, uma série de esculturas em aço corten, nomeada The Matter of Time é a única exposição permanente no museu Guggenheim da cidade de Bilbao (Espanha) é considerado o ponto alto entre as obras da coleção do museu
Ainda adolescente trabalhava em suas férias numa siderúrgica onde teve seu primeiro contato com o metal e com o trabalho em altas temperaturas. Filho de um espanhol e de uma russa, Serra se formou em inglês e pós-graduou em Arte na Universidade de Yale.
Após voltar de uma temporada na Europa na segunda metade da década de 1960, Serra mergulhou na onda do minimalismo e da desconstrução. A escultura parecia encontrar a abstração em ângulos retos, tecnológicos, limpos e em muitas ocasiões, nada mais que experimentais. Logo após começou a trabalhar com o aço corten e a perceber a força e estabilidade que este material proporciona, placas de aço com diferentes comprimentos e alturas aplicadas ao meio urbano ou rural, mudando a percepção do local e do transeunte.
Peças que pesam toneladas e possuem autossustentação (algo defendido desde sempre por Serra como uma condição para a criação destas obras). Não há pregos, amarras ao chão, fundações ou outros meios para manter as esculturas estáveis. Apenas a gravidade aplicada à massa do aço somados a cálculos precisos fazem tais estruturas manterem-se em pé, muitas vezes sendo curvadas e inclinadas em ângulos surpreendentes.
Com esses trabalhos Serra é visto pela crítica como um artista genuinamente contemporâneo, utilizando materiais novos, superando a indústria e a engenharia, com muitas inserções importantes da arte no meio urbano, tendo reconhecimento internacional e um grande portfólio.
Escultor Richard Serra recebeu o prêmio Príncipe de Astúrias de Artes.
O escultor americano Richard Serra foi anunciado em 10 de maio de 2010 como o vencedor do Prêmio Príncipe de Astúrias das Artes em 2010 pela instituição espanhola que tem o nome do príncipe herdeiro da Espanha.
Serra foi premiado "pela coragem para articular de sua perspectiva minimalista os espaços urbanos mais significativos em escala internacional, através de obras de grande força visual que convidam à reflexão e ao assombro", afirma uma nota divulgada pelo júri.
"O escultor, muito vinculado à melhor tradição da arte europeia ao longo de sua brilhante trajetória, é um artista multifacetado cuja dimensão universal se expressa em formas contundentes e conceitos sugestivos", completa o texto.
Serra, nascido em São Francisco em 1939, filho de pai espanhol, tem obras na Espanha, nos Museus Rainha Sofia de Madri, de Museu de Arte Contemporânea de Barcelona e no Guggenheim de Bilbao.
Morreu em 26 de março de 2024 em Orient, aos 85 anos, devido a uma pneumonia.

## Galeria de obras

Esculturas
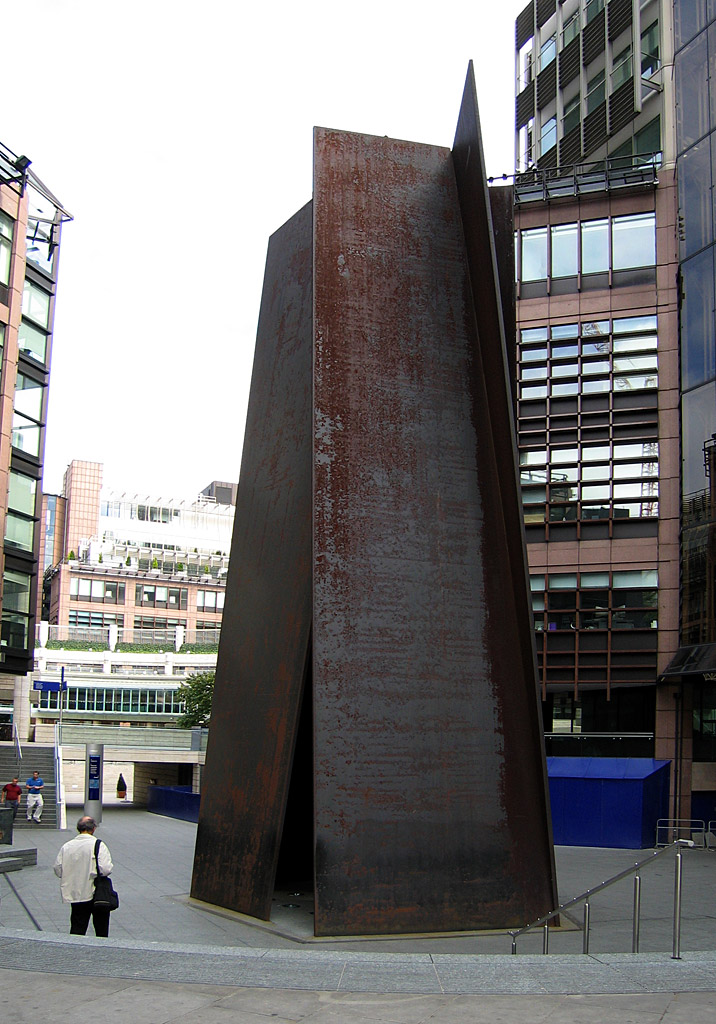
Fulcrum 1987, Escultura de aço de 17 m de altura localizada próximo à Liverpool Street-Station em Londres
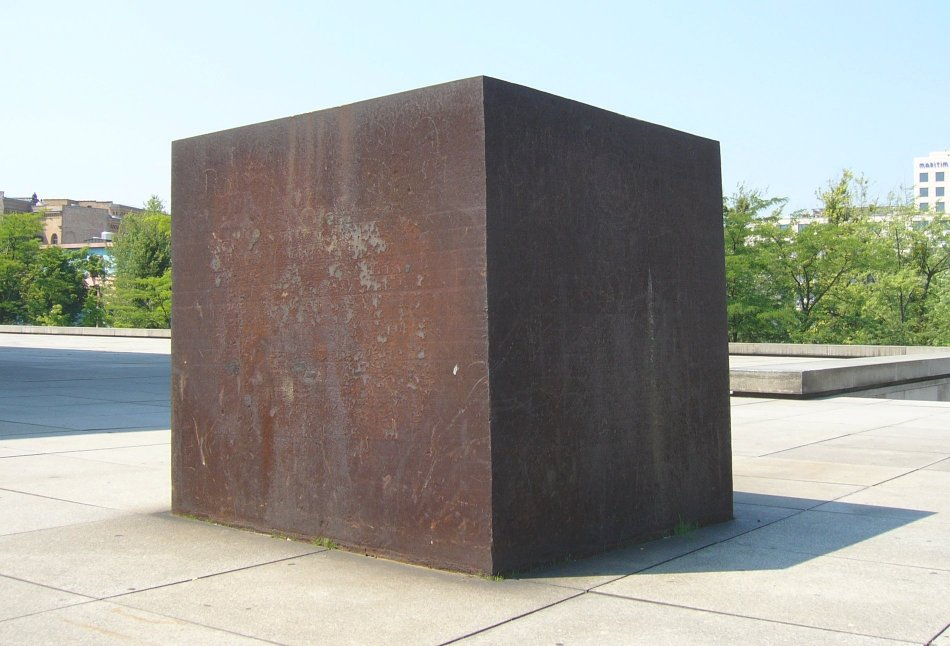
Berlin Block for Charly Chaplin, em aço, 1978, Berlin
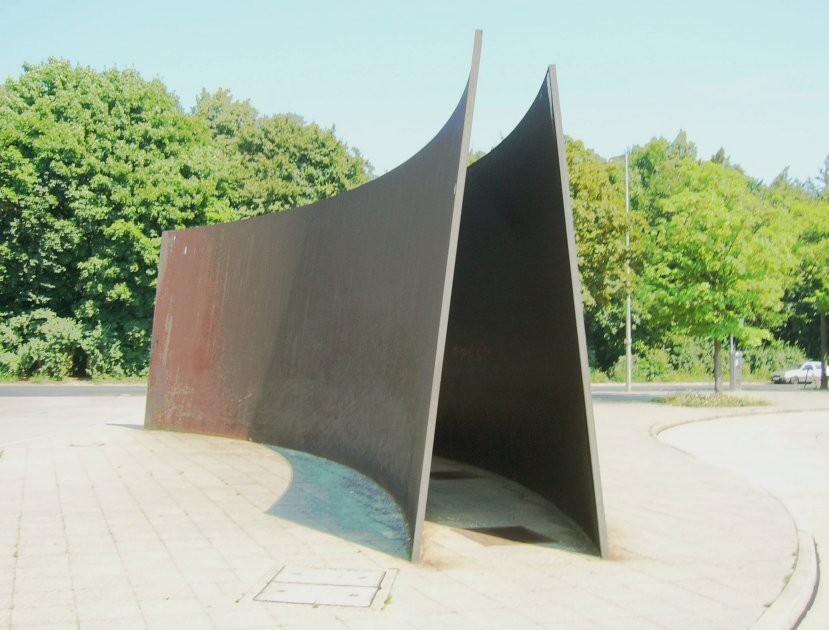
Berlin Curves, Monumento às vítimas do Programa Aktion T4, em aço, 1986, Berlin
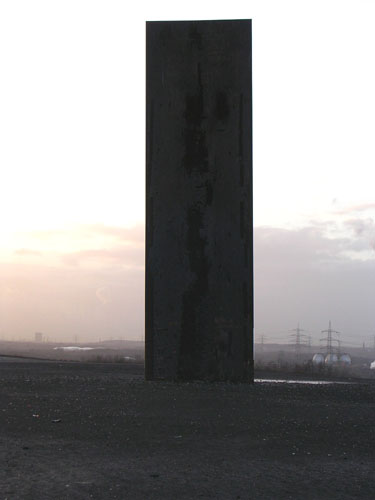
Bramme (região do Ruhr, Alemanha), Halde Schurenbach, Essen